# Campylocentrum linearifolium
Campylocentrum linearifolium là một loài thực vật có hoa trong họ Lan. Loài này được Schltr. ex Mansf. mô tả khoa học đầu tiên năm 1928.

## Hình ảnh

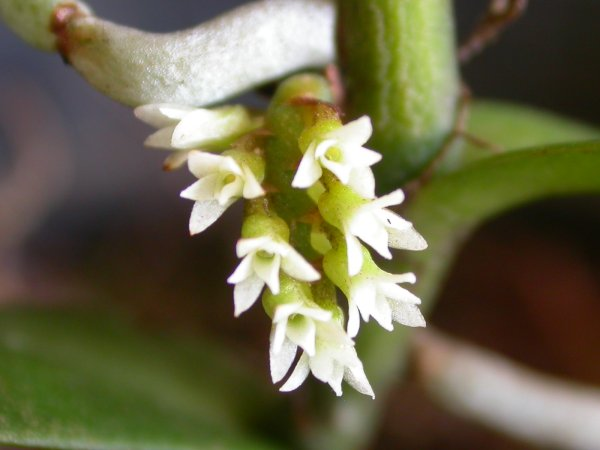
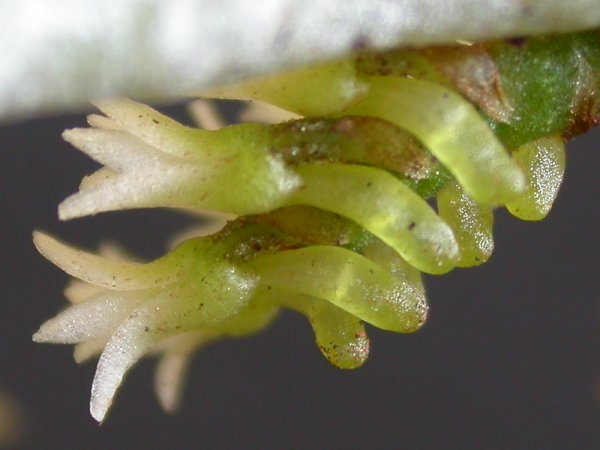
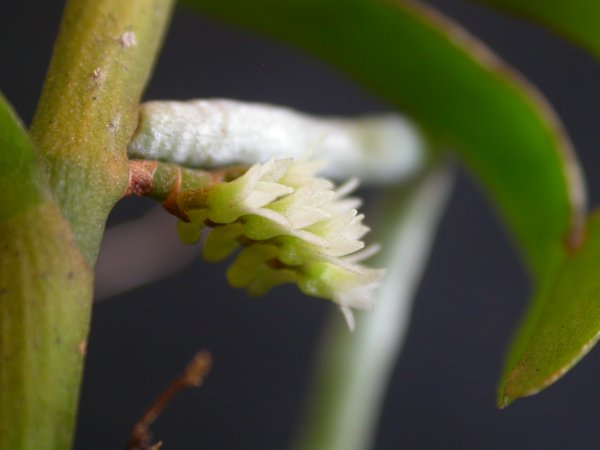
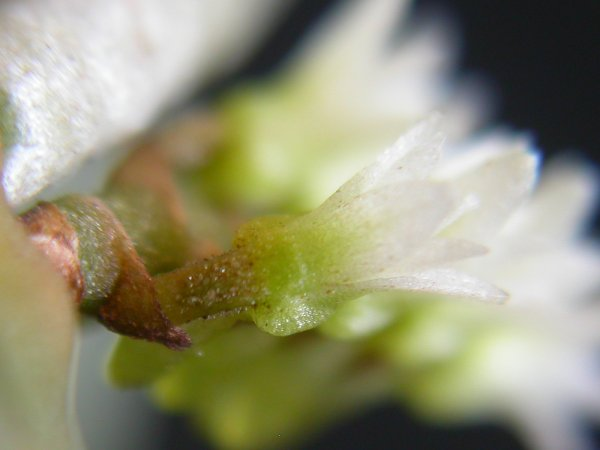